# Brasil Open 1988
Il Brasil Open 1988 è stato un torneo di tennis giocato sul cemento. È stata la 6ª edizione del torneo, che fa parte della categoria Tier V nell'ambito del WTA Tour 1988. Si è giocato a Guarujá in Brasile dal 7 al 13 novembre 1988.

## Campionesse

### Singolare
Mercedes Paz ha battuto in finale  Rene Simpson con il punteggio di 7–5, 6–2

### Doppio
Bettina Fulco-Villella /  Mercedes Paz hanno battuto in finale  Carin Bakkum /  Simone Schilder con il punteggio di 6–3, 6–4